# The Legend of Zelda: Skyward Sword
The Legend of Zelda: Skyward Sword är Nintendos andra The Legend of Zelda-spel till Nintendo Wii. Spelet presenterades den 15 juni 2010 på E3 2010 och använder sig av Wii MotionPlus-tekniken. Grafiken påminner om en hybrid mellan Twilight Princess och The Wind Waker, vilket resulterar i en stil likt en levande tavla, inspirerad av Paul Cézannes målningar och Miyamotos kärlek till den impressionistiska konsten. Spelet hamnade på plats 5 på Gametrailers lista Top 10 Most Anticipated Video Games of 2011. Spelet blev senare nominerat vid Gametrailers Game of the Year Awards 2011 i kategorierna Best Action/Adventure och Most Innovative samt vann i kategorierna  Best Motion Controls och Best Wii Game. Skyward Sword vann även på Screwattack.coms lista Top 10 Games of 2011.

## Handling
Kronologisk äger handlingen i detta spel rum innan The Legend of Zelda: Ocarina of Time. Detta spel kommer att knytas ihop med just Ocarina of Time och ge en förklaring till varför Ganondorf dyker upp i Hyrule. Skyward Sword handlar om Link, som är född och uppvuxen i staden Skyloft bland molnen. Ett annat land nedanför molnen upptäcks och detta land är hemsökt av onda krafter. Link tvingas nu att färdas mellan dessa två länder och till sin hjälp har han en stor fågel av arten crimson loftwing. Link hittar även ett svärd kallat "Skyward Sword", vilket stegvis förvandlas till Master Sword under spelets gång. Svärdet hyser även den mystiska ande kallad "Fi" som först visades upp under E3 2009.

## Karaktärer

### Zelda
Till skillnad från de flesta spelen i Zelda-serien är Zelda ingen prinsessa i detta spel. Hon är istället en barndomsvän till Link, och de har bott med varandra på Skyloft i hela sina liv. I början av spelet tillbringar Zelda och Link mycket tid tillsammans, och spelet antyder att de har känslor för varandra. Tidigt i spelets handling kidnappas hon av "Demon Lord Ghirahim", som vill utnyttja Zeldas krafter för att återuppväcka spelets antagonist Demise.

### Link
Link är i början av spelet en student som går på "Knight Academy" för att utbilda sig till riddare, vilket han bara kan bli om han vinner den årliga "Wing Ceremony" och fångar fågelstatyn. Kort efter att han vunnit och fått ta emot sitt pris ger han sig tillsammans med Zelda ut på en flygtur då Zelda vill berätta något, men en plötslig orkan uppenbarar sig och Zelda dras in i den. Efter hennes försvinnande blir Link uppsökt av anden Fi, som leder Link till en plats där ett svärd vilar. Link tar emot svärdet och beger sig ner till jorden för att leta efter Zelda.

### Fi
Fi är en blå ande som finns i Links svärd. Hon ger många tips till Link under spelets gång. Fi kan jämföras med t.ex. fen Navi från Ocarina of Time eller Midna från Twilight Princess, men Fi är mer lik en människa. Fi påminner i sin design om Links svärd när det uppgraderats fullt ut (Master sword) och skulle kunna beskrivas som en andlig skepnad av svärdet.

### Demon Lord Ghirahim
Ghirahim är den antagonist som är mest frekvent återkommande i spelet, och kallar sig själv för "Demon Lord". Han är lik en människa, men i slutet av spelet avslöjas vem han verkligen är. Link tvingas duellera mot honom flera gånger, första gången i templet i Faron Woods, men träffar på honom flera gånger i spelet.

### Groose
Groose är en kraftigt byggd man som är kär i Zelda. Eftersom Link och Zelda tillbringar så mycket tid tillsammans gillar Groose inte Link och brukar reta honom. Groose får en större roll en bit in i handlingen, då han hoppar efter Link ner till Sealed Grounds. Först förtvivlar han och känner sig oduglig när han inser att det är Links roll att rädda Zelda, och att han inte är till någon nytta, men tar sig sen samman och hjälper Link under de återkommande striderna mot en av spelets huvudfiender, "The Imprisoned" (den fängslade).

### Crimson Loftwing
Många invånare på Skyloft har sin egen fågel, kallad Loftwing. Links fågel är av arten Crimson Loftwing och är röd. I början av spelet är hans fågel försvunnen, och Link måste söka rätt på den innan "Wing Ceremony" börjar. Efteråt kan man flyga på sin Loftwing för att utforska himlen och de platser som svävar där, och man kan ta att sig till de öppningar i molntäcket som leder ner till de tre landområden på marken man kan utforska. 

## Platser

### Skyloft
Link och Zelda bor på Skyloft tillsammans med många andra invånare. Skyloft är en ö i himmelen, högt ovanför jorden, bestående av den landmassa gudinnan Hylia lyfte upp när hon skulle rädda sitt folk från "Demise" och hans horder av monster. Runt Skyloft finns även flera mindre öar som man kan flyga till med hjälp av sin Loftwing.

### Sealed Grounds
Detta är en mystisk plats, som ligger i Faron Woods-regionen. De återkommande striderna mot "The imprisoned" äger rum här.

### Faron Woods
Faron Woods är den första regionen på jorden man far till efter Zeldas försvinnande. Faron Woods är en stor skog, som bebos av de snälla "Kikwis", små runda varelser med lång näbb och en knopp på ryggen som döljer en utväxt som liknar en liten buske, som de kan använda för att kamouflera sig med i högt gräs. I Faron Woods finns också det första templet, "Skyview Temple".

### Eldin Volcano
Eldin är den andra regionen på jorden, som öppnas upp efter att ha besegrat bossen i Skyview Temple. I Eldin finns den stora vulkanen "Eldin Volcano", och runt och omkring land flyter het lava. Området bebos av goda Mogmas, hundliknande varelser som gräver sig fram i jorden. Templet i Eldin kallas "Earth Temple".

### Lanayru Desert
Om man besegrar bossen i Earth Temple kan man resa vidare till Lanayru, en mystisk region med fiender som är elektriska. De goda invånarna kallas för "Ancient Robots". Templet i Lanayru heter Lanayru Mining Facility.

## Bossar

### Demon Lord Ghirahim
Första bossen är en av duellerna mot Ghirahim och är den lättaste duellen. Han dyker upp i det första templet, Skyview Temple, i Faron Woods-regionen. Ghirahim börjar med att lugnt gå mot Link med handen utsträckt för att grabba tag i Links svärd. Om man svingar med svärdet fel, kommer han att ta tag i svärdet, och då gäller det att försöka få honom att släppa. Om man har skadat honom ett antal gånger kommer Ghirahim övergå till fas 2. Han knäpper med fingrarna och får själv ett svärd. Han kommer då att rusa emot Link, och det gäller för Link att 'studsa' tillbaka Ghirahims attack med sin sköld, och efter det attackera honom med svärdet. Efter ett antal träffar ger Ghirahim upp och försvinner. Han är besegrad, men bara för den här gången.

### Pyroclastic Fiend: Scaldera
Scaldera är en boss som man träffar på i Earth Temple, i Eldin-regionen. Det är Ghirahim som har beordrat Scaldera, en stor flammade boll med sex ben och ett stort öga, likt en jätteinsekt. Scaldera kommer att försöka skada Link genom att springa på honom eller bränna honom med sina eldflammor som han spottar ut. Scaldera kan både brinna och vara i stenform, och det gäller då för Link att kasta bomber på Scaldera när han inte brinner. Träffar Link, kommer Scaldera rulla ända ner i backen, där striden utspelar sig. Scaldera ställer sig då upp och hostar ut eld, men man kan förhindra det genom att först kasta en bomb i munnen på Scaldera, som han kommer tugga på och sedan explodera. Hans öga kommer då att vara nära marken, för att Link ska attackera ögat. Om detta upprepas några gånger kommer Scaldera till slut att vara besegrad och dö.

### Thousand-Year Arachnid: Moldarach
Thousand-Year Arachnid (tusenårigt spindeldjur) Moldarach dyker upp i Lanayru Mining Facility i Lanayru-regionen. Moldarach är en skorpion som är tusen år gammal. Lanayru Mining Facility kryllar av små, små skorpioner, som efter tusen år blir lika stora som Moldarach. Bossrummet är fyllt med sand, som Moldarach först dyker upp från. Moldarach har två klor med ett öga i varje, en svans, samt ett öga på kroppen med ett horn över. Uppgiften är att först slå med svärdet på ögonen i klorna, samtidigt som Moldarach kommer försöka ta Link med klorna. Efter några träffar kommer klorna att försvinna från Moldarachs kropp, och när båda är borta, kommer han att gräva ner sig i sanden. Link måste då försöka 'gräva upp' honom, genom att blåsa bort sanden med 'Gust bellows'. Om han blottas för mycket från sanden kommer han hoppa upp igen, och denna gången försöka skada fLink med hornet över ögat. Man måste sticka svärdet i ögat några gånger, tills Moldarch besegrats.

### The Imprisoned
The Imprisoned (den fängslade) dyker faktiskt upp i början av spelet. Det är ett stort djur med två ben och inga armar, och med ett enormt gap, som dyker upp i Links mardrömmar. När man reser till Sealed Grounds efter att man är klar i Lanayru, kommer The Imprisoned dyka upp längst ner i den stora gropen. Han har förseglats där (därav "Sealed Grounds"), men han bryter sig nu ut. Han kommer att gå uppåt, i den spiralformade gången som leder till Sealed Temple på toppen. Link måste besegra honom innan han når templet. Detta kan göras på olika sätt. Antingen kan man hugga av tårna på fötterna på The Imprisoned, så att han faller till marken, för att sedan hugga in den slags pelare som han har på huvudet. Man måste akta sig för tryckvågorna som blir när The Imprisoned stampar fötterna, de kan skada en. Den andra tekniken är att direkt hoppa på hans huvud när man står ovanför honom, för att sedan banka in pelaren. Detta är dock svårt, han kan lätt skaka av sig Link, så man måste vara snabb. Oavsett vilken metod som används, måste det upprepas tre gånger, innan The Imprisoned kan förseglas igen.

### Ancient Automaton: Koloktos
Denna boss dyker upp i templet Ancient Cistern. Hela templet är inspirerat av indisk design och likaså bossen.

## Utmärkelser
WatchMojo.com placerade Skyward Sword på plats 8 på deras lista "Top 10 Legend of Zelda Games".

## The Legend of Zelda: Skyward Sword HD
Den 17 februari 2021 sändes en Nintendo Direct då avslöjades ett en HD Remake av Skyword Sword skulle komma till Nintendo Switch med både motion control och alternativa kontroller. Spelet släpptes den 16 juli 2021.